# Gouvernement Ghannouchi I
Pour les articles homonymes, voir Gouvernement Ghannouchi.
République tunisienne
Karoui Ghannouchi II
Le premier gouvernement Mohamed Ghannouchi est le dernier gouvernement tunisien formé presque exclusivement de membres du Rassemblement constitutionnel démocratique (RCD). Investi le 17 novembre 1999, Mohamed Ghannouchi en prend la tête en remplacement d'Hamed Karoui.

## Composition initiale
| Image | Portefeuille |  | Nom                     | Parti       |
| ----- | --- |  | ----------------------- | ----------- |
|       | Premier ministre |  | Mohamed Ghannouchi      | RCD         |
|       | Ministre d'État, conseiller spécial du président de la République                                                                           |  | Abdelaziz Ben Dhia      | RCD         |
|       | Ministre de l'Intérieur |  | Abdallah Kallel         | RCD         |
|       | Ministre de la Défense |  | Mohamed Jegham          | RCD         |
|       | Ministre des Affaires étrangères |  | Habib Ben Yahia         | RCD         |
|       | Ministre des Femmes et des Affaires familiales                                                                                              |  | Néziha Zarrouk          | RCD         |
|       | Ministre de la Justice |  | Béchir Tekkari          | RCD         |
|       | Ministre des Affaires religieuses |  | Jalloul Jeribi          | RCD         |
|       | Ministre des Affaires sociales |  | Chédli Neffati          | RCD         |
|       | Ministre de l'Agriculture |  | Sadok Rabah             | RCD         |
|       | Ministre de l'Emploi et de la Formation professionnelle                                                                                     |  | Moncer Rouissi          | RCD         |
|       | Ministre de la Santé |  | Hédi M'henni            | RCD         |
|       | Ministre délégué auprès du Premier ministre, chargé des Droits de l'homme, de la Communication et des Relations avec la Chambre des députés |  | Dali Jazi               | RCD         |
|       | Ministre des Domaines de l'État et des Affaires foncières                                                                                   |  | Ridha Grira             | RCD         |
|       | Ministre de l'Enseignement supérieur |  | Sadok Chaâbane          | RCD         |
|       | Ministre de la Communication |  | Ahmed Friaâ             | RCD         |
|       | Ministre de la Coopération internationale et des Investissements étrangers                                                                  |  | Fethi Merdassi          | RCD         |
|       | Ministre du Commerce |  | Mondher Zenaidi         | RCD         |
|       | Ministre du Tourisme, des Loisirs et de l'Artisanat                                                                                         |  | Slaheddine Maaoui       | RCD         |
|       | Ministre des Finances |  | Taoufik Baccar          | RCD         |
|       | Ministre de l'Industrie |  | Moncef Ben Abdallah     | RCD         |
|       | Ministre de la Culture |  | Abdelbaki Hermassi      | RCD         |
|       | Ministre de la Jeunesse, de l'Enfance et des Sports                                                                                         |  | Mohamed Raouf Najar     | RCD         |
|       | Ministre des Transports |  | Houcine Chouk           | RCD         |
|       | Ministre de l'Équipement et du Logement |  | Slaheddine Belaïd       | RCD         |
|       | Ministre de l'Environnement et de l'Aménagement du territoire                                                                               |  | Faïza Kefi              | RCD         |
|       | Ministre du Développement économique |  | Abdellatif Saddem       | RCD         |
|       | Ministre de l'Éducation |  | Ahmed Iyadh Ouederni    | RCD         |
|       | Secrétaire général du gouvernement |  | Abdallah Kaâbi          | RCD         |
|       | Secrétaire d'État auprès du ministre de l'Agriculture, chargé des Ressources hydrauliques et de la Pêche                                    |  | Ameur Horchani          |             |
|       | Secrétaire d'État chargé du Fonds de solidarité nationale                                                                                   |  | Kamel Haj Sassi         | RCD         |
|       | Secrétaire d'État auprès du ministre de l'Intérieur, chargé de la Sécurité                                                                  |  | Mohamed Ali Ganzoui     |             |
|       | Secrétaire d'État auprès du ministre des Finances, chargé du Budget                                                                         |  | Mounir Jaïdane          | RCD         |
|       | Secrétaire d'État chargé du Fonds national de l'emploi                                                                                      |  | Chedly Laroussi         | RCD         |
|       | Secrétaire d'État auprès du Premier ministre, chargé de l'Informatique                                                                      |  | Montasser Ouaïli        | RCD         |
|       | Secrétaire d'État auprès du ministre des Affaires étrangères                                                                                |  | Tahar Sioud             |             |
|       | Secrétaire d'État auprès du ministre du Développement économique, chargé des Participations publiques et de la Privatisation                |  | Mohamed Rachid Kechiche | RCD         |
|       | Secrétaire d'État auprès du Premier ministre, chargé de la Réforme administrative et de la Fonction publique                                |  | Abdelhakim Bouraoui     |             |
|       | Secrétaire d'État auprès du ministre de l'Équipement et de l'Habitat, chargée de l'Habitat                                                  |  | Samira Khayach Belhaj   | RCD         |
|       | Secrétaire d'État auprès du ministre de la Santé                                                                                            |  | Néziha Escheikh         | RCD         |
|       | Secrétaire d'État auprès du Premier ministre, chargé de la Recherche scientifique et de la Technologie                                      |  | Abdelkrim Zbidi         | Indépendant |

## Remaniements
- Najeh Belkhiria Karoui est nommée secrétaire d’État aux Affaires sociales en 2001.

### Remaniement du 23 janvier 2001
Ce remaniement important touche notamment deux ministères de souveraineté (Intérieur et Défense). Le nombre des ministères est porté à 28 avec la création du portefeuille de ministre-directeur du cabinet présidentiel, Deux figures de premier plan du RCD (Abdallah Kallel et Chédli Neffati) quittent le gouvernement pour assumer d'autres tâches ainsi que Mohamed Jegham, Slaheddine Maaoui et Mohamed Raouf Najar. Les nouveaux ministres sont l'ancien ministre et secrétaire général du RCD, Abderrahim Zouari, deux anciens secrétaires d'État (Abdelkrim Zbidi et Tahar Sioud), l'ancien secrétaire général du gouvernement et deux nouveaux membres (Afif Hendaoui et Mohamed Nabli). L'effectif des secrétaires d'État passe de treize à 24, portant le nombre de membres du gouvernement à 53. Deux secrétaires d'État quittent le gouvernement : Kamel Haj Sassi qui rejoint la direction du RCD et Montasser Ouaïli.
| Portefeuille | Nom                     |
| --- | ----------------------- |
| Ministre de la Défense | Dali Jazi               |
| Ministre de l'Intérieur | Abdallah Kaâbi          |
| Ministre-directeur du cabinet présidentiel                                                                                                  | Ahmed Iyadh Ouederni    |
| Ministre des Affaires sociales | Hédi M'henni            |
| Ministre de l'Éducation | Moncer Rouissi          |
| Ministre de la Santé | Abdelkrim Zbidi         |
| Ministre de la Formation professionnelle et de l’Emploi                                                                                     | Faïza Kefi              |
| Ministre de la Jeunesse, de l'Enfance et des Sports                                                                                         | Abderrahim Zouari       |
| Ministre du Tourisme, des Loisirs et de l'Artisanat                                                                                         | Mondher Zenaidi         |
| Ministre du Commerce | Tahar Sioud             |
| Ministre de l'Environnement et de l'Aménagement du territoire                                                                               | Mohamed Nabli           |
| Ministre délégué auprès du Premier ministre, chargé des Droits de l'homme, de la Communication et des Relations avec la Chambre des députés | Afif Hendaoui           |
| Secrétaire général du gouvernement | Mohamed Rachid Kechiche |
| Secrétaire d'État auprès du ministre des Affaires étrangères, chargé des Affaires maghrébines et africaines                                 | Sadok Fayala            |
| Secrétaire d'État chargé du Fonds de solidarité nationale                                                                                   | Béchir Mejdoub          |
| Secrétaire d'État auprès du Premier ministre, chargé de la Recherche scientifique et de la Technologie                                      | Brahim Baccari          |
| Secrétaire d'État auprès du ministre des Affaires étrangères                                                                                | Youssef Mokaddem        |
| Secrétaire d'État auprès du ministre de la Défense nationale                                                                                | Chokri Ayachi           |
| Secrétaire d'État auprès du ministre de l'Agriculture, chargé de la Pêche                                                                   | Habib Essid             |
| Secrétaire d'État auprès du ministre de l'Éducation                                                                                         | Rafâa Ben Achour        |
| Secrétaire d'État auprès du ministre des Technologies de la communication, chargé de l'Informatique                                         | Ahmed Mahjoub           |
| Secrétaire d'État auprès du ministre de la Coopération internationale et de l'Investissement extérieur                                      | Hammouda Hamdi          |
| Secrétaire d'État auprès du ministre des Finances, chargé de la Fiscalité                                                                   | Moncef Bouden           |
| Secrétaire d'État auprès du ministre de l'Industrie                                                                                         | Rafaâ Dekhil            |
| Secrétaire d'État auprès du ministre du Transport                                                                                           | Farhat Medini           |
| Secrétaire d'État auprès du ministre de la Formation professionnelle et de l'Emploi                                                         | Moncef Ben Saïd         |
| Secrétaire d'État auprès du ministre du Développement économique, chargé de la Privatisation                                                | Mohamed Nouri Jouini    |
| Secrétaire d'État auprès du ministre de l'Intérieur, chargé des Affaires régionales et des Collectivités locales                            | Mongi Chouchane         |
| Secrétaire d'État auprès du ministre du Commerce                                                                                            | Mohamed Amor            |

### Remaniement du 19 février 2001
| Portefeuille | Nom               |
| --- | ----------------- |
| Ministre délégué auprès du Premier ministre, chargé des Droits de l'homme, de la Communication et des Relations avec la Chambre des députés | Slaheddine Maaoui |

### Remaniement du 10 avril 2001
Montasser Ouaïli réintègre le gouvernement avec un nouveau portefeuille, portant le nombre total des membres du gouvernement à 54.
| Portefeuille                                                     | Nom              |
| ---------------------------------------------------------------- | ---------------- |
| Secrétaire d'État auprès du ministre de l'Enseignement supérieur | Montasser Ouaïli |

### Remaniement du 16 octobre 2001
À l'occasion de ce remaniement, le secrétariat d'État à la Recherche scientifique et à la Technologie est élevé au rang de ministère et un secrétariat d'État à la Mise à niveau est créé. Le nombre des membres du gouvernement s'élève à 55, avec l'entrée de Néziha Zarrouk et Habib M'barek (auparavant secrétaires permanents du RCD) et la sortie de Faïza Kefi qui rejoint la Cour des comptes
| Portefeuille                                                                                          | Nom               |
| --- | ----------------- |
| Ministre de la Femme et de la Famille                                                                 | Néziha Ben Yedder |
| Ministre de l'Emploi et de la Formation professionnelle                                               | Néziha Zarrouk    |
| Ministre de la Santé                                                                                  | Habib M'barek     |
| Ministre délégué auprès du Premier ministre, chargé de la Recherche scientifique et de la Technologie | Abdelkrim Zbidi   |
| Secrétaire d'Etat auprès du ministre de l'Industrie, chargé de la Mise à niveau                       | Brahim Baccari    |

### Remaniement du 27 avril 2002
Deux semaines après l'attentat de Djerba, le ministre de l'Intérieur Abdallah Kaâbi est démis de ses fonctions. Il est remplacé par Hédi M'henni dont le portefeuille est à nouveau attribué à Chédli Neffati.
| Portefeuille                   | Nom            |
| ------------------------------ | -------------- |
| Ministre de l'Intérieur        | Hédi M'henni   |
| Ministre des Affaires sociales | Chédli Neffati |

### Remaniement du 14 mai 2002
Mohamed Fethi Houidi remplace Slaheddine Maaoui qui est, par la suite, nommé ambassadeur.
| Portefeuille | Nom                  |
| --- | -------------------- |
| Ministre délégué auprès du Premier ministre, chargé des Droits de l'homme, de la Communication et des Relations avec la Chambre des députés | Mohamed Fethi Houidi |

### Remaniement du 5 septembre 2002
Ce remaniement se traduit par plusieurs changements, que ce soit au niveau des appellations de la plupart des ministères (Intérieur devient Intérieur et Développement local, Culture devient Culture, Jeunesse et Loisirs, Justice devient Justice et Droits de l'homme, etc.), du regroupement de certains ministères (Commerce et Tourisme, Agriculture et Environnement, Enseignement supérieur et Recherche scientifique, rattachement de la formation à l'Éducation, de l'Enfance à la Femme, etc.) ou du nombre des membres du gouvernement réduit à 43.
Les ministres qui quittent le gouvernement sont Néziha Zarrouk, Abdelkrim Zbidi, Mohamed Nabli, Ahmed Friaâ, Fethi Merdassi, Tahar Sioud, Abdellatif Saddam, Mohamed Fethi Houidi et Houcine Chouk alors que Mohamed Nouri Jouini et Chedly Laroussi (jusque-là secrétaires d'État) sont promus au rang de ministres, en plus de la nomination de Habib Haddad. L'effectif des secrétaires d'État est réduit à 19 avec le départ de Mohamed Ali Ganzoui, Ahmed Mahjoub, Brahim Baccari, Sadok Fayala, Chokri Ayachi, Rafaâ Dekhil, Mohamed Amor, Farhat Medini et Rafâa Ben Achour, en contre-partie du retour de Kamel Haj Sassi et de la nomination de Sadok Korbi, Saïda Chtioui, Moncef Hergli, Saloua Ayachi Labben et Mohsen Laroui.
| Portefeuille | Nom                  |
| --- | -------------------- |
| Ministre de la Communication et du Transport | Sadok Rabah          |
| Ministre du Tourisme, du Commerce et de l'Artisanat | Mondher Zenaidi      |
| Ministre de l'Emploi | Chedly Laroussi      |
| Ministre du Développement et de la Coopération internationale | Mohamed Nouri Jouini |
| Ministre de l'Agriculture, de l'Environnement et des Ressources hydrauliques                                                                                                  | Habib Haddad         |
| Secrétaire d'État auprès du ministre de la Culture, de la Jeunesse et des Loisirs, chargé de la Jeunesse et des Loisirs                                                       | Kamel Haj Sassi      |
| Secrétaire d'État auprès du ministre des Technologies de l'information, chargé de l'Informatique et d'Internet                                                                | Montasser Ouaïli     |
| Secrétaire d'État auprès du Premier ministre, chargé de la Privatisation | Moncef Hergli        |
| Secrétaire d'État auprès du ministre des Affaires étrangères | Saïda Chtioui        |
| Secrétaire d'État auprès du ministre des Affaires de la femme, de la Famille et de l'Enfance, chargée de l'Enfance                                                            | Saloua Ayachi Labben |
| Secrétaire d'État auprès du ministre de l'Enseignement supérieur, de la Recherche scientifique et de la Technologie, chargé de la Recherche scientifique et de la Technologie | Sadok Korbi          |
| Secrétaire d'État auprès du ministre du Tourisme, du Commerce et de l'Artisanat, chargé du Commerce                                                                           | Mohsen Laroui        |

### Remaniement du 16 juin 2003
| Portefeuille | Nom           |
| --- | ------------- |
| Secrétaire d'État auprès du ministre de l'Agriculture, de l'Environnement et des Ressources hydrauliques, chargé de l'Environnement | Nadhir Hamada |

### Remaniement du1erseptembre 2003
Deux anciens ministres, Mohamed Raouf Najar et Fethi Merdassi, réintègrent l'équipe gouvernementale, remplaçant Moncer Rouissi et Moncef Ben Abdallah. Trois secrétaires d'État sont nommés : Hatem Ben Salem (en remplacement de Youssef Mokaddem), Amor Abed (en remplacement de Ameur Horchani) et Khalil Laâjimi.
| Portefeuille | Nom                 |
| --- | ------------------- |
| Ministre de l'Éducation et de la Formation | Mohamed Raouf Najar |
| Ministre de l'Industrie et de l'Énergie | Fethi Merdassi      |
| Secrétaire d'État auprès du ministre des Affaires étrangères, chargé des Affaires maghrébines et africaines                                                 | Hatem Ben Salem     |
| Secrétaire d'État auprès du ministre de l'Industrie et de l'Énergie, chargé de la Promotion industrielle                                                    | Khalil Laâjimi      |
| Secrétaire d'État auprès du ministre de l'Agriculture, de l'Environnement et des Ressources hydrauliques, chargé des Ressources hydrauliques et de la Pêche | Omar El Abed        |

### Remaniement du 29 novembre 2003
Deux secrétaires d'État sont nommés au ministère du Tourisme, du Commerce et de l'Artisanat, l'un pour le département du Tourisme et l'autre en remplacement de Mohsen Laroui, nommé conseiller principal auprès du président de la République, pour le Commerce. Le nombre total de secrétaires d'État est alors porté à 22.
| Portefeuille                                                                                        | Nom                   |
| --------------------------------------------------------------------------------------------------- | --------------------- |
| Secrétaire d'État auprès du ministre du Tourisme, du Commerce et de l'Artisanat, chargé du Tourisme | Fakhreddine El Messaï |
| Secrétaire d'État auprès du ministre du Tourisme, du Commerce et de l'Artisanat, chargé du Commerce | Slaheddine Makhlouf   |

### Remaniement du 14 janvier 2004
Le regroupement du Tourisme et du Commerce n'ayant pas donné les résultats escomptés, les deux départements sont à nouveau séparés. Mondher Zenaidi garde le Commerce, alors que Abderrahim Zouari s'octroie le Tourisme. Par ailleurs, Abdallah Kaâbi revient au gouvernement et Mounir Jaïdane remplace Taoufik Baccar aux Finances, celui-ci étant nommé gouverneur de la Banque centrale de Tunisie.
| Portefeuille                           | Nom               |
| -------------------------------------- | ----------------- |
| Ministre du Tourisme et de l'Artisanat | Abderrahim Zouari |
| Ministre des Finances                  | Mounir Jaïdane    |
| Ministre des Sports                    | Abdallah Kaâbi    |

### Remaniement du 13 février 2004
Le responsable du Fonds de solidarité nationale est promu au rang de secrétaire d'État.
| Portefeuille                                                     | Nom              |
| ---------------------------------------------------------------- | ---------------- |
| Secrétaire d'État chargé du Fonds de solidarité nationale 26-26. | Omar Ben Mahmoud |

### Remaniement du 22 mars 2004
Le ministre des Finances n'a occupé son poste que pendant deux mois : il l'échange avec le secrétaire général du gouvernement.
| Portefeuille | Nom                     |
| --- | ----------------------- |
| Ministre des Finances                                                                                              | Mohamed Rachid Kechiche |
| Secrétaire général du gouvernement, chargé des Relations avec la Chambre des députés et la Chambre des conseillers | Mounir Jaïdane          |

### Remaniement du 11 novembre 2004
Avec ce remaniement, le nombre de ministères passe de 24 à 28. Les ministères de l'Environnement, de la Recherche scientifique et des Technologies de la communication sont réhabilités en plus de la création d'un ministère de la Fonction publique. Pas moins de dix ministres quittent le gouvernement : Habib Ben Yahia, Néziha Ben Yedder, Jalloul Jeribi, Sadok Chaâbane, Chédli Neffati, Fethi Merdassi, Sadok Rabah, Slaheddine Belaïd, Habib M'barek, et Dali Jazi. Quatorze nouveaux membres du gouvernement sont nommés. Omar Ben Mahmoud et Fakhreddine El Messaï quittent le corps des secrétaires d'État qui enregistre la nomination de cinq nouveaux, portant le total à 17.
| Portefeuille | Nom                        |
| --- | -------------------------- |
| Ministre des Affaires étrangères | Abdelbaki Hermassi         |
| Ministre de la Défense | Hédi M'henni               |
| Ministre de l'Intérieur | Rafik Belhaj Kacem         |
| Ministre de la Santé | Mohamed Ridha Kechrid      |
| Ministre de l'Enseignement supérieur | Lazhar Bououni             |
| Ministre de l’Équipement | Samira Khayach Belhaj      |
| Ministre de la Femme, de la Famille, de l'Enfance et des Personnes âgées                                                                                                  | Saloua Ayachi Labben       |
| Ministre de l'Industrie, de l'Énergie et des Petites et moyennes entreprises                                                                                              | Afif Chelbi                |
| Ministre de l'Environnement et du Développement durable | Nadhir Hamada              |
| Ministre de la Recherche scientifique, de la Technologie et du Développement des compétences                                                                              | Sadok Korbi                |
| Ministre des Affaires religieuses | Boubaker El Akhzouri       |
| Ministre des Affaires sociales, de la Solidarité et des Tunisiens à l'étranger                                                                                            | Rafaâ Dekhil               |
| Ministre du Tourisme | Tijani Haddad              |
| Ministre des Technologies de la communication | Montasser Ouaïli           |
| Ministre de la Culture et de la Sauvegarde du patrimoine | Mohamed El Aziz Ben Achour |
| Ministre délégué auprès du Premier ministre, chargé de la Fonction publique et du Développement administratif                                                             | Zouheir M'dhaffer          |
| Secrétaire d'État auprès du ministre du Développement et de la Coopération internationale, chargé de la Coopération internationale et de l'Investissement extérieur       | Khalil Laâjimi             |
| Secrétaire d'État auprès du ministre des Affaires étrangères, chargé des Affaires maghrébines et africaines                                                               | Slaheddine Jemmali         |
| Secrétaire d'État auprès du ministre des Technologies de la communication, chargée de l'Informatique, de l'Internet et des Logiciels libres                               | Khadija Ghariani           |
| Secrétaire d'État auprès de la ministre de l'Équipement, de l'Habitat et de l'Aménagement du territoire                                                                   | Kamel Ayadi                |
| Secrétaire d'État auprès de la ministre de la Femme, de la Famille, de l'Enfance et des Personnes âgées, chargée de l'Enfance et des Personnes âgées                      | Sarra Kanoun Jarraya       |
| Secrétaire d'État auprès du ministre de l'Industrie, de l'Énergie et des Petites et moyennes entreprises, chargé de l'Énergie renouvelable et des Industries alimentaires | Ridha Ben Mosbah           |

### Remaniement du 17 août 2005
Ce remaniement touche neuf départements avec un changement de portefeuille pour deux ministres, le retour d'un ministre (Ali Chaouch, auparavant secrétaire général du RCD), et l'entrée de trois nouveaux ministres dont Abdelwahab Abdallah aux Affaires étrangères. Les partants sont Abdelbaki Hermassi, Mohamed Raouf Najar et Hédi M'henni (désigné comme secrétaire général du RCD). Deux nouveaux secrétaires d'État sont nommés alors qu'Omar El Abed change de département en remplaçant Moncef Ben Saïd.
| Portefeuille | Nom                 |
| --- | ------------------- |
| Ministre des Affaires étrangères | Abdelwahab Abdallah |
| Ministre de la Défense nationale | Kamel Morjane       |
| Ministre de la Communication et des Relations avec le Parlement                                                                         | Rafaâ Dekhil        |
| Ministre de l'Éducation | Sadok Korbi         |
| Ministre des Affaires sociales, de la Solidarité et des Tunisiens à l’étranger                                                          | Ali Chaouch         |
| Ministre de la Recherche scientifique, de la Technologie et du Développement des compétences                                            | Taïeb Hadhri        |
| Secrétaire d’État auprès du ministre de l’Éducation et de la Formation, chargé de la Formation professionnelle                          | Omar El Abed        |
| Secrétaire d’État auprès du ministre de l'Agriculture et des Ressources hydrauliques, chargé des Ressources hydrauliques et de la Pêche | Abderrazak Daaloul  |
| Secrétaire d’État auprès du ministre du Tourisme, chargé de la Mise à niveau touristique                                                | Slim Tlatli         |

### Remaniement du 29 novembre 2005
Mohamed Ali Ganzoui revient au poste qu'il avait occupé auparavant.
| Portefeuille                                                                                                 | Nom                 |
| --- | ------------------- |
| Secrétaire d'État auprès du ministre de l'Intérieur et du Développement local, chargé de la Sûreté nationale | Mohamed Ali Ganzoui |

### Remaniement du 13 mars 2006
| Portefeuille | Nom                    |
| --- | ---------------------- |
| Secrétaire d'État auprès du ministre de l'Équipement et du Logement, chargé du Logement et du Développement du territoire | Mohamed Nejib Berriche |

### Remaniement du 25 janvier 2007
Avec ce remaniement, le ministère de la Recherche scientifique est supprimé et son activité rattachée au ministère de l'Enseignement supérieur, sous forme de secrétariat d'État. Celui-ci est attribué à Ridha Ben Mosbah qui est à son tour remplacé par Abdelaziz Rassâa. En outre, Mounir Jaïdane et Slaheddine Jemmali quittent le gouvernement et sont respectivement remplacés par Abdelhakim Bouraoui et Abderraouf El Basti.
| Portefeuille | Nom                 |
| --- | ------------------- |
| Secrétaire général du gouvernement | Abdelhakim Bouraoui |
| Secrétaire d'État auprès du ministre de l'Enseignement supérieur, de la Recherche scientifique et de la Technologie, chargé de la Recherche scientifique et de la Technologie | Ridha Ben Mosbah    |
| Secrétaire d'État auprès du ministre de l'Industrie, de l'Énergie et des Petites et moyennes entreprises, chargé de l'Énergie renouvelable et de l'Industrie agroalimentaire  | Abdelaziz Rassâa    |
| Secrétaire d'État auprès du ministre des Affaires étrangères, chargé des Affaires maghrébines, arabes et africaines                                                           | Abderraouf El Basti |

### Remaniement du 4 septembre 2007
Ce remaniement porte sur cinq ministères et trois secrétariats d'État. Deux secrétaires d'État sont promus ministres, Khalil Laâjimi et Sarra Kanoun Jarraya, et cinq nouveaux membres du gouvernement sont nommés. Les partants sont Mohamed Ridha Kechrid, Saloua Ayachi Labben, Tijani Haddad, Montasser Ouaïli, Omar El Abed et Néziha Escheikh.
| Portefeuille | Nom                  |
| --- | -------------------- |
| Ministre de la Santé | Mondher Zenaidi      |
| Ministre du Tourisme | Khalil Laâjimi       |
| Ministre des Technologies de la communication | El Hadj Gley         |
| Ministre de la Femme, de la Famille, de l'Enfance et des Personnes âgées                                                                                            | Sarra Kanoun Jarraya |
| Ministre du Commerce et de l'Artisanat | Ridha Touiti         |
| Secrétaire d'État auprès du ministre de la Santé, chargée des Établissements hospitaliers                                                                           | Najoua Miladi        |
| Secrétaire d'État auprès du ministre de l'Éducation et de la Formation, chargé de la Formation professionnelle                                                      | Ahmed Dhouib         |
| Secrétaire d'Etat auprès du ministre du Développement et de la Coopération internationale, chargé de la Coopération internationale et de l'Investissement extérieur | Abdelhamid Triki     |

Le poste laissé vacant par la promotion de Sarra Kanoun Jarraya est comblé le 3 octobre 2007.
| Portefeuille | Nom                    |
| --- | ---------------------- |
| Secrétaire d'État auprès de la ministre de la Femme, de la Famille, de l'Enfance et des Personnes âgées, chargée de l'Enfance et des Personnes âgées | Saloua Tarzi Ben Attia |

### Remaniement du 16 décembre 2007
L'universitaire Chokri Mamoghli remplace Slaheddine Makhlouf.
| Portefeuille                                                                              | Nom             |
| ----------------------------------------------------------------------------------------- | --------------- |
| Secrétaire d'État auprès du ministre du Commerce et de l'Artisanat, chargé de l'Artisanat | Chokri Mamoghli |

### Remaniement du 2 janvier 2008
| Portefeuille | Nom                   |
| --- | --------------------- |
| Secrétaire d'État auprès du ministre des Technologies de la communication, chargée des Technologies de l'information, de l'Internet et des Logiciels libres | Lamia Chafei Seghaier |

### Remaniement du 29 août 2008
Le remaniement touche six ministères avec le départ de Sadok Korbi, Habib Haddad, Mohamed El Aziz Ben Achour, Abdallah Kaâbi, Chedly Laroussi et Samira Khayach Belhaj. À remarquer l'entrée au gouvernement de Samir Lâabidi, ancien secrétaire général de l'Union générale des étudiants de Tunisie et figure de la gauche universitaire et la sortie de Samira Khayach Belhaj, très proche de Leïla Ben Ali (vice-présidente de son association Basma) et de Chedly Laroussi, très proche du président dont il a été le coordinateur de la dernière campagne présidentielle. Le poste laissé vacant par la nomination d'Abderraouf El Basti est attribué le 15 septembre 2008.
| Portefeuille                                                                                                  | Nom                 |
| --- | ------------------- |
| Ministre de l'Éducation et de la Formation                                                                    | Hatem Ben Salem     |
| Ministre de la Culture et de la Sauvegarde du patrimoine                                                      | Abderraouf El Basti |
| Ministre de la Jeunesse, des Sports et de l'Éducation physique                                                | Samir Lâabidi       |
| Ministre de l'Agriculture et des Ressources hydrauliques                                                      | Abdessalem Mansour  |
| Ministre de l'Emploi et de l'Insertion professionnelle des jeunes                                             | Slim Tlatli         |
| Ministre de l'Équipement, de l'Habitat et de l'Aménagement du territoire                                      | Slaheddine Malouche |
| Secrétaire d'État auprès du ministre du Commerce et de l'Artisanat, chargé du Commerce extérieur              | Chokri Mamoghli     |
| Secrétaire d'État auprès du ministre de la Jeunesse, des Sports et de l'Éducation physique, chargé des Sports | Béchir Louzir       |

| Portefeuille | Nom                 |
| --- | ------------------- |
| Secrétaire d'État auprès du ministre des Affaires étrangères, chargé des Affaires maghrébines, arabes et africaines | Abdelhafidh Harguem |

### Remaniement du 11 décembre 2008
Mongi Bedoui remplace Ahmed Dhouib.
| Portefeuille                                                                                                   | Nom          |
| --- | ------------ |
| Secrétaire d'État auprès du ministre de l'Éducation et de la Formation, chargé de la Formation professionnelle | Mongi Bedoui |

### Remaniement du 10 juin 2009
Ce remaniement est justifié par l'état de santé de Ridha Touiti
| Portefeuille                                | Nom              |
| ------------------------------------------- | ---------------- |
| Ministre du Commerce et de l'Artisanat      | Ridha Ben Mosbah |
| Ministre délégué auprès du Premier ministre | Ridha Touiti     |

### Remaniement du 10 octobre 2009
Oussama Romdhani est nommé ministre par intérim de la Communication et des Relations avec le Parlement en remplacement de Rafaâ Dekhil. Cette nomination fait suite à la décision de limoger Rafaâ Dekhil. Il semble que cela soit en relation avec la dernière activité qu'il a assurée la veille, la direction de l'opération du tirage au sort pour la répartition des séances radiophoniques et télévisées relatives aux élections présidentielles et législatives. Romdhani occupait le poste de directeur général de l'Agence tunisienne de communication extérieure.
| Portefeuille                                                                  | Nom              |
| ----------------------------------------------------------------------------- | ---------------- |
| Ministre de la Communication et des Relations avec le Parlement (par intérim) | Oussama Romdhani |

### Remaniement du 14 janvier 2010
C'est le premier remaniement après la réélection du président Zine el-Abidine Ben Ali en octobre 2009. Une douzaine de postes de ministres sont remaniés, dont celui de Ridha Grira qui remplace au ministère de la Défense Kamel Morjane nommé aux Affaires étrangères. Treize départements changent de titulaires alors que trois autres changent de prérogatives. Le ministère de l'Éducation et de la Formation cède la formation au ministère de l'Emploi. La Technologie passe du ministère de l'Enseignement supérieur et de la Recherche scientifique au ministère de l'Industrie. Les relations avec la Chambre des députés et la Chambre des conseillers sont séparées de la Communication et rattachées au secrétariat général du gouvernement. Au niveau des secrétariats d'État, quatre sont supprimés (Formation professionnelle, Pêche, Institutions financières et Sport) ; un seul nouveau secrétaire d'État est nommé.
| Portefeuille | Nom                 |
| --- | ------------------- |
| Ministre des Affaires étrangères | Kamel Morjane       |
| Ministre de la Justice et des Droits de l'homme                                                                                       | Lazhar Bououni      |
| Ministre de la Défense nationale | Ridha Grira         |
| Ministre des Finances | Ridha Chalghoum     |
| Ministre des Affaires sociales, de la Solidarité et des Tunisiens à l'étranger                                                        | Naceur El Gharbi    |
| Ministre de l'Enseignement supérieur et de la Recherche scientifique                                                                  | Béchir Tekkari      |
| Ministre du Tourisme | Slim Tlatli         |
| Ministre de l'Agriculture, des Ressources hydrauliques et de la Pêche                                                                 | Abdessalem Mansour  |
| Ministre des Domaines de l'État et des Affaires foncières                                                                             | Zouheir M'dhaffer   |
| Ministre des Affaires de la femme, de la Famille, de l'Enfance et des Personnes âgées                                                 | Bebia Chihi         |
| Ministre des Technologies de la communication                                                                                         | Mohamed Naceur      |
| Ministre de la Formation professionnelle et de l'Emploi                                                                               | Mohamed Agrebi      |
| Ministre de l'Industrie et de la Technologie                                                                                          | Afif Chelbi         |
| Ministre de l'Éducation | Hatem Ben Salem     |
| Ministre de la Communication | Oussama Romdhani    |
| Secrétaire général du gouvernement, chargé des relations avec la Chambre des députés et la Chambre des conseillers                    | Abdelhakim Bouraoui |
| Secrétaire d'État auprès du ministre de l'Enseignement supérieur et de la Recherche scientifique, chargé de la Recherche scientifique | Refâat Chaâbouni    |

### Remaniement du 12 octobre 2010
| Portefeuille | Nom               |
| --- | ----------------- |
| Ministre délégué auprès du Premier ministre, chargé de la Fonction publique et du Développement administratif                           | Zouheir M'dhaffer |
| Ministre des Domaines de l'État et des Affaires foncières                                                                               | Foued Daghfous    |
| Secrétaire d'État auprès du ministre du Commerce et de l'Artisanat, chargé du Commerce intérieur                                        | Mohsen Laroui     |
| Secrétaire d'État auprès du ministre de l'Agriculture et des Ressources hydrauliques, chargé des Ressources hydrauliques et de la Pêche | Abdelaziz Mougou  |

### Remaniement du 29 décembre 2010
| Portefeuille                                                                                  | Nom              |
| --------------------------------------------------------------------------------------------- | ---------------- |
| Ministre des Affaires religieuses                                                             | Kamel Omrane     |
| Ministre de la Communication                                                                  | Samir Lâabidi    |
| Ministre de la Jeunesse, du Sport et de l'Éducation physique                                  | Abdelhamid Slama |
| Ministre du Commerce et de l'Artisanat                                                        | Slimane Ourak    |
| Secrétaire d'État auprès du ministre des Affaires étrangères, chargé des Affaires européennes | Abdelwaheb Jemal |

## Composition finale

### Ministres
| Image | Portefeuille                                                                                                  | Nom                  |
| ----- | --- | -------------------- |
|       | Premier ministre                                                                                              | Mohamed Ghannouchi   |
|       | Ministre d'État, conseiller spécial auprès du président de la République et porte-parole de la présidence     | Abdelaziz Ben Dhia   |
|       | Ministre-directeur du cabinet présidentiel                                                                    | Ahmed Iyadh Ouederni |
|       | Ministre de l'Intérieur et du Développement local                                                             | Rafik Belhaj Kacem   |
|       | Ministre des Transports                                                                                       | Abderrahim Zouari    |
|       | Ministre de la Santé                                                                                          | Mondher Zenaidi      |
|       | Ministre des Affaires religieuses                                                                             | Kamel Omrane         |
|       | Ministre de l'Enseignement supérieur et de la Recherche scientifique                                          | Béchir Tekkari       |
|       | Ministre des Affaires étrangères                                                                              | Kamel Morjane        |
|       | Ministre de la Défense nationale                                                                              | Ridha Grira          |
|       | Gouverneur de la Banque centrale                                                                              | Taoufik Baccar       |
|       | Ministre du Développement et de la Coopération internationale                                                 | Mohamed Nouri Jouini |
|       | Ministre de l'Environnement et du Développement durable                                                       | Nadhir Hamada        |
|       | Ministre de la Justice et des Droits de l'homme                                                               | Lazhar Bououni       |
|       | Ministre de l'Industrie et de la Technologie                                                                  | Afif Chelbi          |
|       | Ministre des Domaines de l'État et des Affaires foncières                                                     | Foued Daghfous       |
|       | Ministre de l'Éducation                                                                                       | Hatem Ben Salem      |
|       | Ministre du Commerce et de l'Artisanat                                                                        | Slimane Ourak        |
|       | Ministre de la Culture et de la Sauvegarde du patrimoine                                                      | Abderraouf El Basti  |
|       | Ministre du Tourisme                                                                                          | Slim Tlatli          |
|       | Ministre de la Jeunesse, des Sports et de l'Éducation physique                                                | Abdelhamid Slama     |
|       | Ministre de l'Agriculture, des Ressources en eau et de la Pêche                                               | Abdessalem Mansour   |
|       | Ministre de l'Équipement, du Logement et du Développement du territoire                                       | Slaheddine Malouche  |
|       | Ministre de la Communication et porte-parole officiel du gouvernement                                         | Samir Lâabidi        |
|       | Ministre des Affaires sociales, de la Solidarité et des Tunisiens à l'étranger                                | Naceur El Gharbi     |
|       | Ministre des Finances                                                                                         | Ridha Chalghoum      |
|       | Ministre de la Femme, de la Famille, de l'Enfance et des Personnes âgées                                      | Bebia Chihi          |
|       | Ministre des Technologies de la communication                                                                 | Mohamed Naceur       |
|       | Ministre de la Formation professionnelle et de l'Emploi                                                       | Mohamed Agrebi       |
|       | Ministre délégué auprès du Premier ministre, chargé de la Fonction publique et du Développement administratif | Zouheir M'dhaffer    |

### Secrétaires d'État
| Image | Portefeuille | Nom                    |
| ----- | --- | ---------------------- |
|       | Secrétaire général du gouvernement, chargé des Relations avec la Chambre des députés et la Chambre des conseillers                                                             | Abdelhakim Bouraoui    |
|       | Secrétaire d'État auprès du ministre des Affaires sociales, de la Solidarité et des Tunisiens à l'étranger, chargée de la Promotion sociale                                    | Najeh Belkhiria Karoui |
|       | Secrétaire d'État auprès du ministre des Finances, chargé de la Fiscalité | Moncef Bouden          |
|       | Secrétaire d'État auprès du ministre de l'Intérieur et du Développement local, chargé des Affaires régionales et des Collectivités locales                                     | Mongi Chouchane        |
|       | Secrétaire d'État auprès du Premier ministre, chargé de la Privatisation | Moncef Hergli          |
|       | Secrétaire d'État auprès du ministre des Affaires étrangères, chargée des Affaires américaines et asiatiques                                                                   | Saïda Chtioui          |
|       | Secrétaire d'État auprès du ministre de l'Équipement et du Logement, chargé du Logement et du Développement du territoire                                                      | Mohamed Nejib Berriche |
|       | Secrétaire d'État auprès du ministre de l'Industrie et de la Technologie, chargé de l'Énergie renouvelable et des Industries agroalimentaires                                  | Abdelaziz Rassâa       |
|       | Secrétaire d'État auprès du ministre du Développement et de la Coopération internationale, chargé de la Coopération internationale et du Développement des affaires étrangères | Abdelhamid Triki       |
|       | Secrétaire d'État auprès du ministre des Technologies de la communication, chargée des Technologies de l'information, d'Internet et des Logiciels libres                       | Lamia Chafei Seghaier  |
|       | Secrétaire d'État auprès du ministre des Affaires étrangères, chargé des Affaires maghrébines, arabes et africaines                                                            | Abdelhafidh Harguem    |
|       | Secrétaire d'État à l'Enseignement supérieur et la Recherche scientifique, chargé de la Recherche scientifique                                                                 | Refâat Chaâbouni       |
|       | Secrétaire d'État auprès du ministre du Commerce et de l'Artisanat, chargé du Commerce extérieur                                                                               | Mohsen Laroui          |
|       | Secrétaire d'État auprès du ministre de l'Agriculture et des Ressources hydrauliques, chargé des Ressources hydrauliques et de la Pêche                                        | Abdelaziz Mougou       |
|       | Secrétaire d'État auprès du ministre des Affaires étrangères, chargé des Affaires européennes                                                                                  | Abdelwaheb Jemal       |